# Cacopsylla elegantula
Cacopsylla elegantula är en insektsart som först beskrevs av Zetterstedt 1840.  Cacopsylla elegantula ingår i släktet Cacopsylla och familjen rundbladloppor. Enligt den finländska rödlistan är arten nära hotad i Finland. Arten är reproducerande i Sverige. Artens livsmiljö är friska och lundartade moar. Inga underarter finns listade i Catalogue of Life.